# L.S.D. La sua dimensione
L.S.D. La sua dimensione è un brano del gruppo musicale italiano Bluvertigo, pubblicato nel 1995 come singolo tratto dall'album Acidi e basi.

## Tracce
1. L.S.D. La sua dimensione
2. Iodio (remix)